# Serge de Sazo
Pour les articles homonymes, voir Sazonov.
Serge Sazonoff dit Serge de Sazo (né le 8 octobre 1915 à Stavropol en Russie et mort le 24 janvier 2012 à Saint-Jean-d'Aulps) est un photographe français d'origine russe.

## Biographie
Serge Sazonoff, dit Serge de Sazo, est né en Russie le 8 octobre 1915 à Stavropol d'un père colonel de Cosaques et d'une mère fille d'un industriel. Il découvre Paris et la France, son nouveau pays, en 1922 : il a alors 7 ans.
Il occupe son premier emploi en 1933 au magazine VU au service des abonnements. Il y rencontre Gaston Paris qui l'initiera à la photographie et en fera rapidement son assistant. En 1936, il quitte VU pour l'agence de presse Universal ; il y représente les clichés de l'agence et commence à réaliser ses premiers reportages. En 1937, il collabore avec Charles Rado, puis intègre après la guerre l'équipe de Raymond Grosset qui réactive l'agence Rapho.
Démobilisé en 1940, il couvre en 1944 les spectaculaires instants de la Libération de Paris qui se déroulent autour de lui. Les clichés de ces instants historiques feront rapidement le tour du monde et assoiront sa notoriété.
Dès 1945, la vie et les nuits parisiennes se réaniment. Cabaret, jazz, music-hall, cinéma…, l'activité artistique de l'immédiat après-guerre déborde d'une vitalité exceptionnelle. Reporter le jour, il couvre la nuit des actualités plus légères. Ses reportages, ses pin-ups et ses nus académiques seront régulièrement publiés dans la célèbre revue Paris Hollywood, ainsi que dans les nombreuses publications « légères » et albums qui fleurissent après la guerre – Paris-Taboo, Mon Paris, C'est Paris, Paris pin-up, Chi-chis, Frou-Frou –, et font émerger les débuts d'une nouvelle génération de photographes : Brassaï, De Dienes, Izis, Serge Jacques...
C’est au cours d'un reportage sur les naturistes de l'île du Levant qu'il rencontre J.A. Foex qui l'initie à la pratique du naturisme et à la découverte des fonds marins. Saisi par la grâce des mouvements et des corps en apesanteur, il mesure immédiatement le potentiel de cette nouvelle approche photographique. Passionné par cette découverte, il bricole lui-même un boîtier étanche pour son appareil Rolleiflex 6x6. C'est avec ce boîtier « fait maison » qu'il fera, en compagnie de son épouse comme modèle, ses premiers clichés subaquatiques et qu’il réalisera sa première série avec une troupe de danseuses dont il dirigea la chorégraphie sous-marine.
Émerveillé par les résultats qu’il a obtenus, Jean Albert Foex lui conseille de publier ces travaux. Un nouveau genre photographique est né et Les Sirènes de l'île du Levant lui apportent la consécration. Rapidement initié par son mentor aux techniques de plongée plus classiques, il découvre la faune et la flore d’un monde sauvage conservé intact qui l'enthousiasme et le passionne. Il crée en 1954 avec J.A. Foex et Roger Brard, L’aventure sous-marine, premier magazine français consacré à la découverte du monde sous marin, et partagera son activité de photographe de presse et d'éternel amoureux de Paris avec cette nouvelle passion pendant presque trois décennies.
Retraité depuis le milieu des années 1980, et doyen des photographes de l'agence Rapho, Serge de Sazo a passé  des jours paisibles dans les Alpes françaises où il décède en 2012.

## Livres
- Nus, photographies d'André De Dienes, Serge de Sazo et Marcel Véronèse, Album No.7, Société Parisienne, 1950
- L'île aux sirènes de J.A. Foex, photographies de S. de Sazo, Édition Optimistes, 1953
- Mon album des profondeurs de Gilbert Doukan, photographies de S. de Sazo, Édition Elsevier,1954
- Exploration sous-marine de la Bible de J.A. Foex, photographies de S. de Sazo, Édition France-Empire, 1955
- Riviera, la nuit, Robert Jacques, photographies de Pierre Manciet et Serge de Sazo, La Pensée Moderne, 1959
- Bonjour Paris de François Brigneau, ouvrage collectif : S. de Sazo, Jacqueline Nièpce, Robert Doisneau, etc., Des Éditions Sun, 1969
- Paris, ses poètes, ses chansons, Serge de Sazo et Bernard Delvaille, Éditions Seghers, 1977